# Elin Wägnerskolan
1. OMDIRIGERING Användare:CHTUNNAN/Elin Wägnerskolan